# Farandole

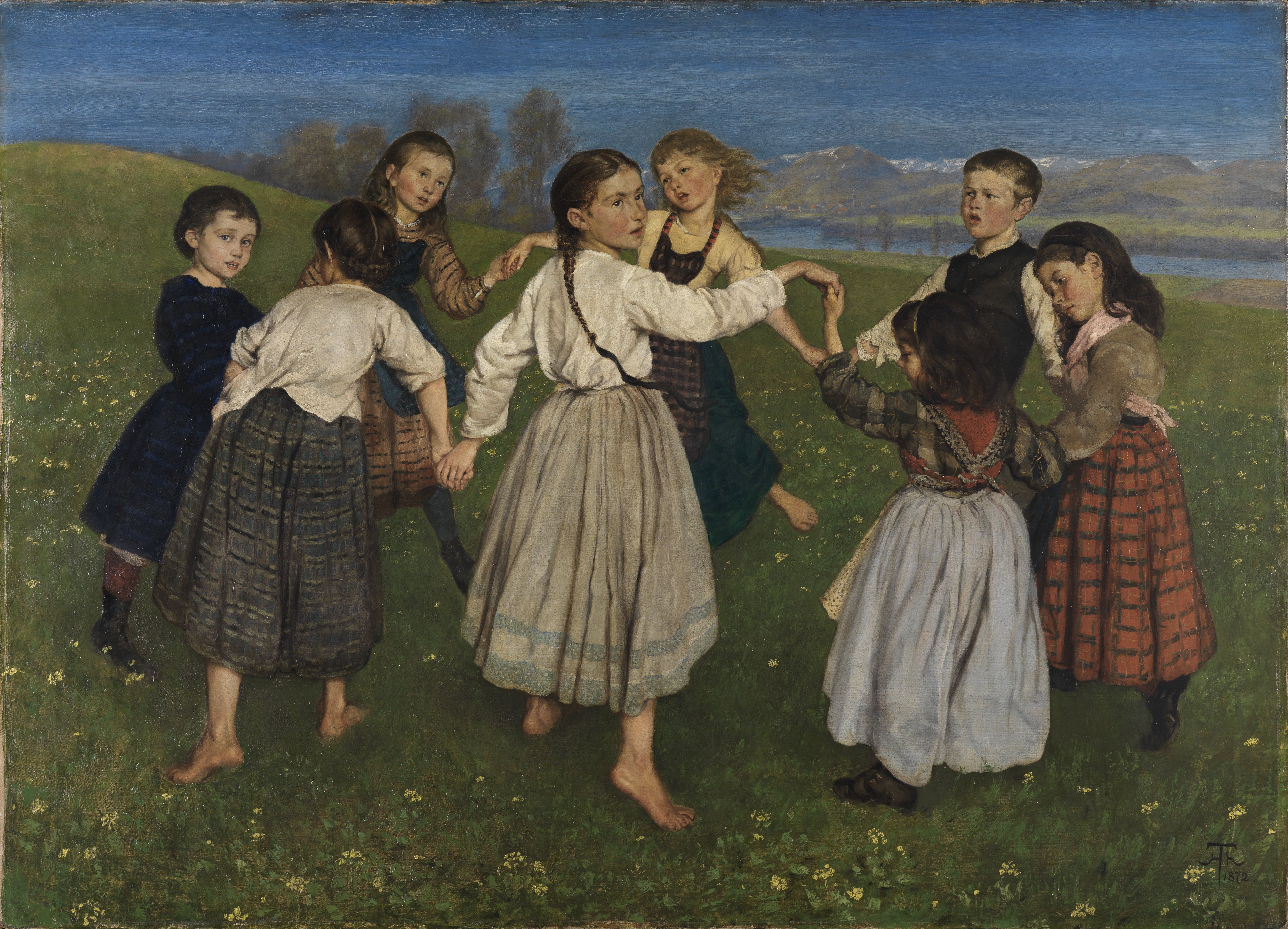
Farandole von Hans Thoma (1884)

Die Farandole, von provenzalisch Farandoulo, ist ein historischer provenzalischer Volkstanz im schnellen 6/8 Takt, bei dem ein offener Reigen, von einem Tänzer angeführt, verschiedene Figuren tanzt.
Die musikalische Begleitung besorgt ein Spieler mit Einhandflöte und Tamburin, hinter dem die Tänzer durch die Straßen ziehen. Getanzt wird in einer Kette von Paaren, die sich an den Händen halten oder durch Tücher miteinander verbunden sind. Dabei bewegen sie sich in Spiralen und Verschlingungen fort.
Diverse Internetseiten (z. B.) und ältere Enzyklopädien (Brockhaus von 1968: S. 56) suggerieren, die Farandole stamme aus dem 14. Jahrhundert, jedoch stets ohne mittelalterliche Zitate vorweisen zu können. Aufgrund der Reigenform haben Volkstanzforscher eine mittelalterliche oder gar antike Herkunft der Farandole vermutet (z. B. Alford 1932, Baumel 1958). Jedoch war zumindest das Wort „farandole“ im Mittelalter unbekannt, da es in Wörterbüchern der altfranzösischen und altokzitanischen Sprache nicht vorkommt (Mullally 2011: S. 35) und seine früheste Nennung auf das Jahr 1776 in Frankreich („farandoule“) und auf 1876 in England („Farandola“) datiert werden kann.
Georges Bizet komponierte eine heitere Farandole in seiner Schauspielmusik zu Alphonse Daudets L’Arlesienne. In dem Ballett Dornröschen kommt eine Farandole am Anfang des zweiten Aktes vor. Auch in der Oper "Mireille" von Charles Gounod wird am Anfang des zweiten Aktes eine Farandole gespielt.